# Televisió de l'Hospitalet

Cobertura TDT de L'Hospitalet TV.

Televisió de L'Hospitalet es un canal de televisión público de ámbito local del municipio de Hospitalet de Llobregat (Barcelona). Fue lanzado el 22 de diciembre del 2000 y cerrado el 31 de diciembre de 2011 a las 00:00h, hora en la que se celebra el año nuevo. El 15 de octubre de 2012 retomó las emisiones.
Desde su inicio hasta el año 2006 estuvo gestionado por la empresa Antena Local, del grupo Mediapro, y por la empresa pública municipal La Farga. En 2006, tras un concurso de licitación, la empresa gestionadora fue Jade Audiovisual, empresa del grupo Lavínia. El 31 de diciembre de 2011 la empresa pública municipal La Farga fue la responsable de cerrar este canal, tras dar presupuesto 0 para los medios de comunicación de radio y televisión de la ciudad de L'Hospitalet de Llobregat. La razón que presentó La Farga para quitarle el presupuesto a este canal, tras un periodo de crisis global, fue priorizar en servicios imprescindibles y básicos para la ciudadanía, pasando por alto el derecho fundamental de información y comunicación local y hecho incoherente en tiempos de crisis al dejar a 40 trabajadores más en el paro. Se mantuvieron sólo el periódico local y la web www.digital-h.cat.
Sus servicios informativos ofrecían información local los 365 días del año. Los estudios de Televisió de L'Hospitalet están situados en el número 25-29 de la plaza Francesc Macià y Lluçà de Hospitalet de Llobregat, en un edificio compartido con las instalaciones de Radio L'Hospitalet i la página web de los medios de comunicación locales www.digital-h.cat.
L'Hospitalet TV estaba adherida a la Xarxa de Televisions Locals, organismo público que refuerza la comunicación local con la aportación de contenidos y servicios a la televisions adheridas.. 
Desde el 10 de octubre de 2008 hasta el 31 de diciembre de 2011, emite desde el canal 26 de la TDT, tras el apagón analógico en la demarcación de Barcelona. Tras su cierre el 31 de diciembre de 2011, permaneció más de diez meses sin emisión alguna, mostrando en pantalla una cartela con su logotipo y la web a la que dirigirse para más información.
El 15 de octubre de 2012 retomó las emisiones.

## Programas

### L'informatiu
Programa de los servicios informativos de TV de L'Hospitalet que recoge diariamente toda la actualidad local. Se emite de lunes a viernes de 15:00 a 15:30 de la tarde.

### Programas
TV de L'Hospitalet produce programas de diversa temática:
- L'H en joc: El programa deportivo con los resúmenes de las competiciones del fin de semana, comentarios de especialistas y entrevistas con los protagonistas.
- Primer 2a: El programa del tejido asociativo y la crónica social de la ciudad.
- Aula L'H: El espacio del sector educativo. Entrevistas, reportajes y noticias con la actualidad de los centros educativos y aquellas experiencias singulares, destacadas y relevantes.
- Taquilla Inversa: El programa de cultura con actuaciones, entrevistas y reportajes.

### Otros programas
- Vía 15: en colaboración con otras 14 televisiones del Área Metropolitana de Barcelona.
- Emisión del Pleno del Ayuntamiento.